# Homecoming (serie televisiva)
Homecoming è una serie televisiva statunitense creata da Eli Horowitz e Micah Bloomberg, diretta da Sam Esmail e basata sul podcast con lo stesso nome di Horowitz e Bloomberg.
La serie viene pubblicata su Amazon Video il 2 novembre 2018.
In Italia, la serie viene pubblicata il 2 novembre 2018 in versione originale, mentre dal 15 febbraio 2019 è disponibile anche la versione italiana.
La serie è stata rinnovata per una seconda stagione che è stata distribuita su Amazon Prime Video il 22 maggio 2020.

## Trama
La serie racconta la storia di Heidi, una consulente in una struttura governativa segreta che aiuta i veterani di guerra a reinserirsi nel mondo civile. Dedita al lavoro, Heidi mostra un particolare interesse per un soldato desideroso di ricongiungersi alla vita civile.
Tuttavia, alcuni anni dopo, Heidi si trova lontana dal centro. Ha lasciato il lavoro e vive con la madre quando un membro del Dipartimento della Difesa si presenta da lei in cerca di spiegazioni.

## Episodi
| Stagione         | Episodi | Pubblicazione USA | Pubblicazione Italia |
| ---------------- | ------- | ----------------- | -------------------- |
| Prima stagione   | 10      | 2018              | 2019                 |
| Seconda stagione | 7       | 2020              | 2020                 |

## Personaggi e interpreti

### Principali
- Heidi Bergman (stagione 1), interpretata da Julia Roberts
- Colin Belfast (stagione 1, guest star stagione 2), interpretato da Bobby Cannavale
- Walter Cruz (stagioni 1-2), interpretato da Stephan James
- Thomas Carrasco (stagione 1), interpretato da Shea Whigham
- Craig (stagione 1, ricorrente stagione 2), interpretato da Alex Karpovsky
- Ellen Bergman (stagione 1), interpretata da Sissy Spacek
- Jacqueline Calico/Alex Eastern (stagione 2), interpretata da Janelle Monáe
- Audrey Temple (ricorrente stagione 1, stagione 2), interpretata da Hong Chau
- Leonard Geist (stagione 2), interpretato da Chris Cooper
- Francine Bunda (stagione 2), interpretata da Joan Cusack

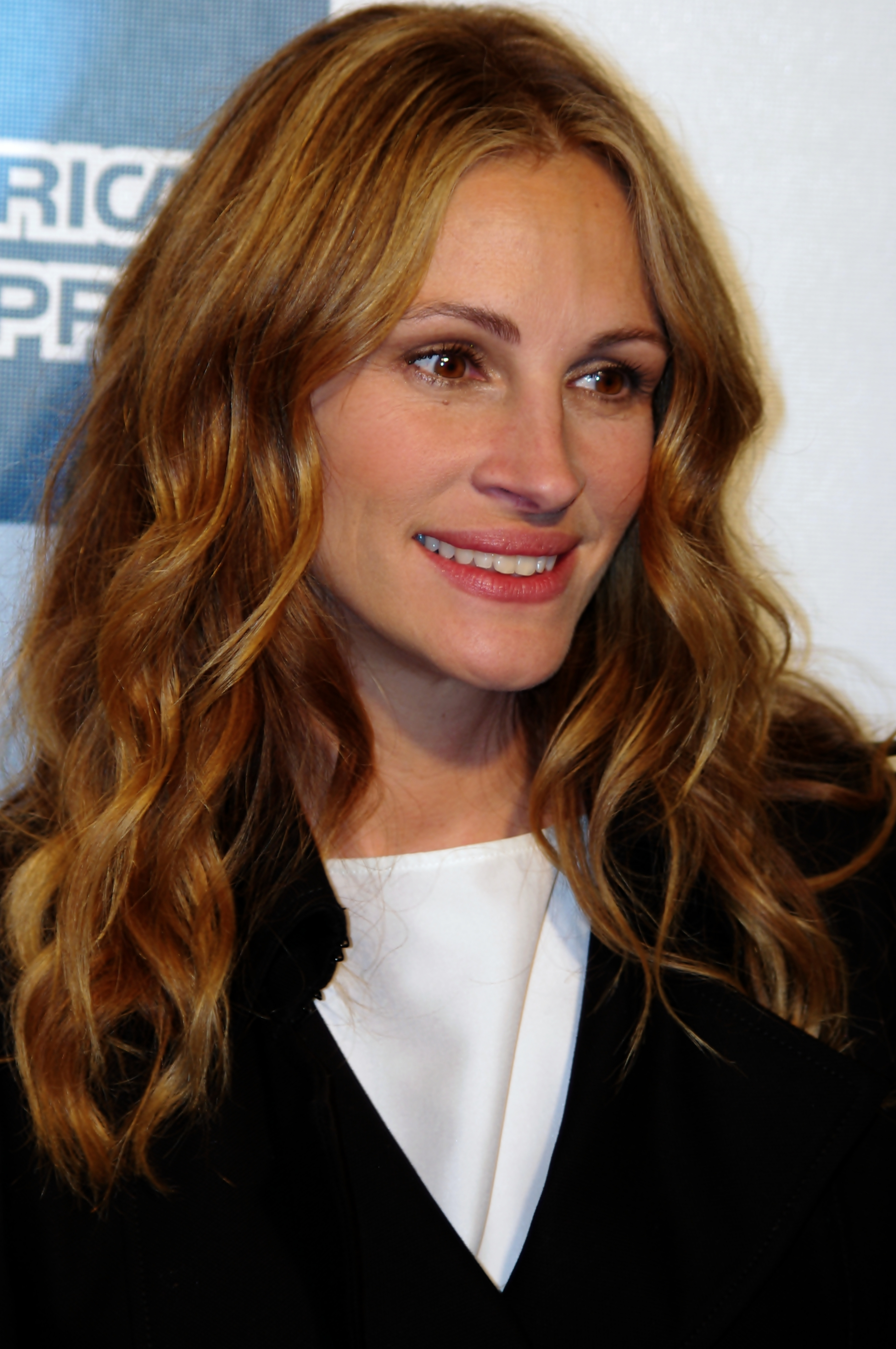
Julia Roberts interpreta Heidi Bergman
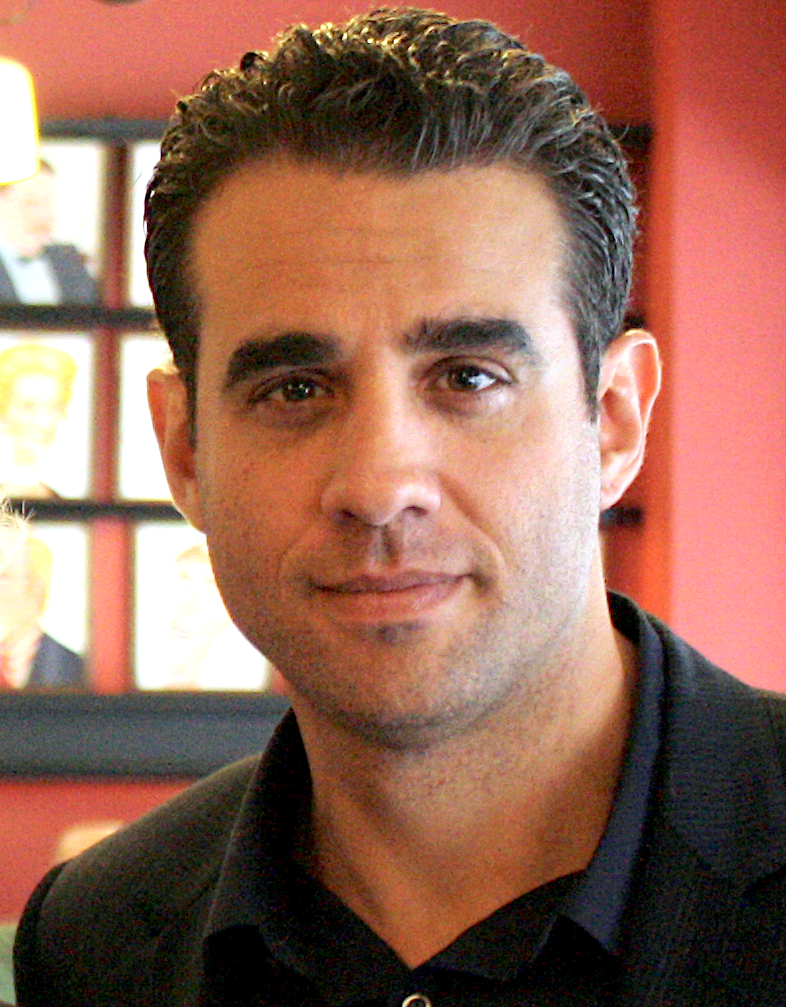
Bobby Cannavale interpreta Colin Belfast
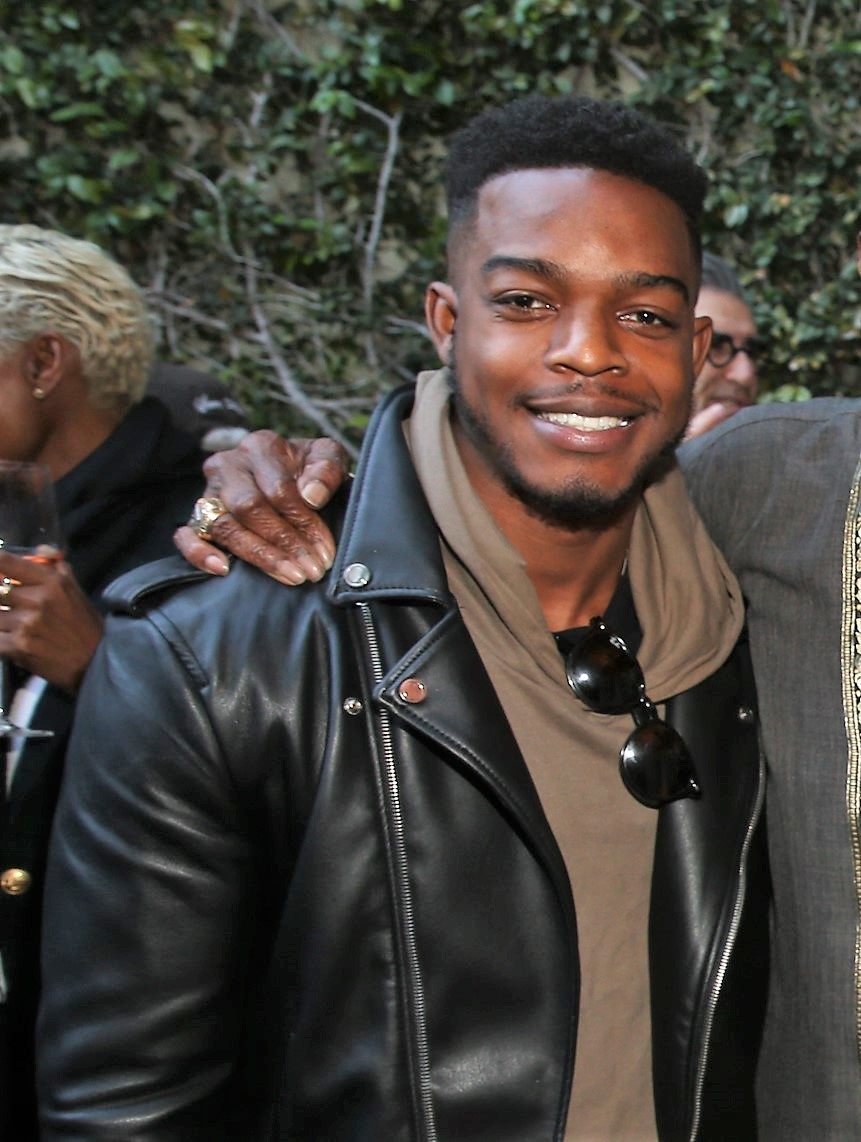
Stephan James interpreta Walter Cruz
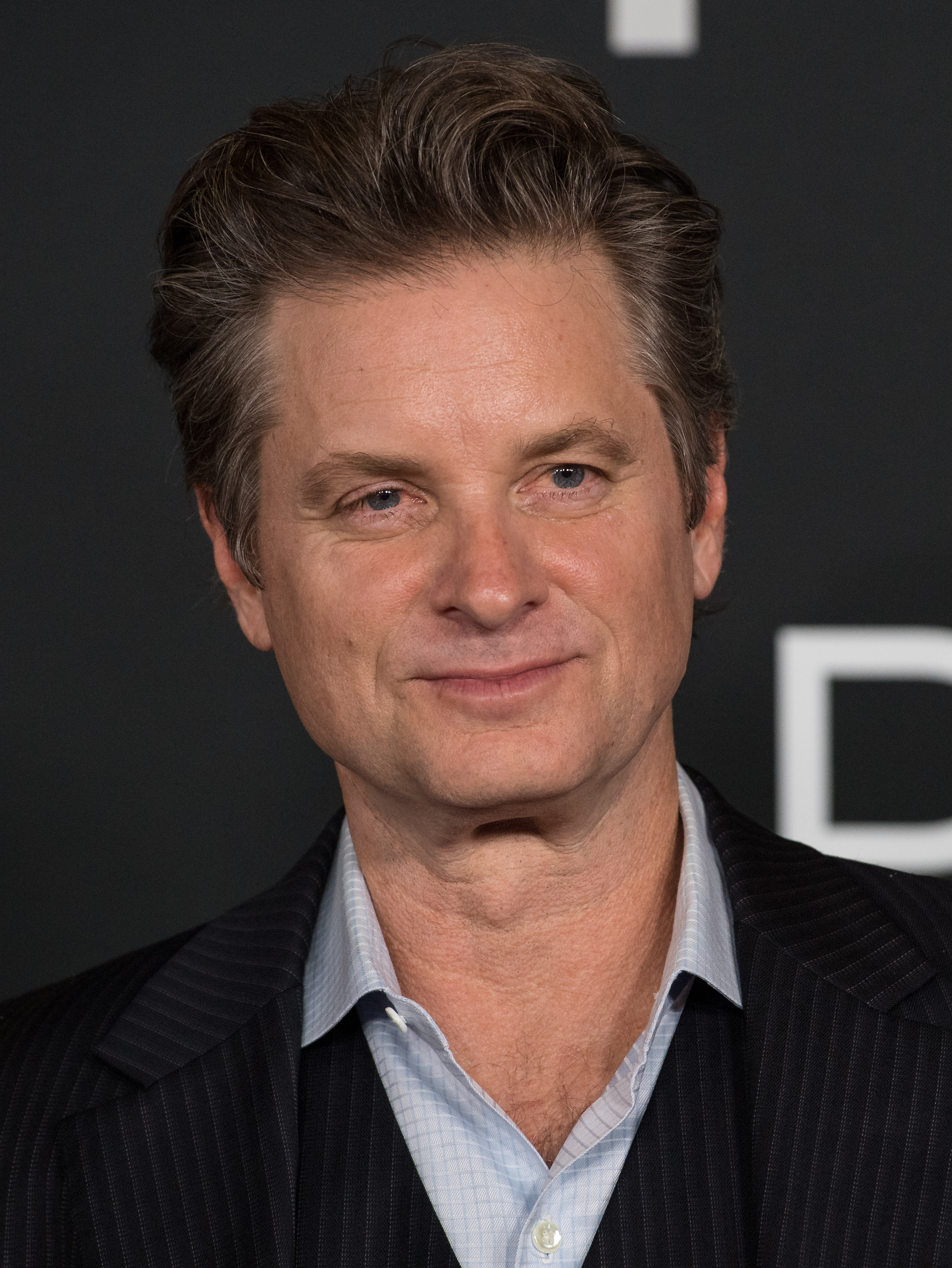
Shea Whigham interpreta Thomas Carrasco
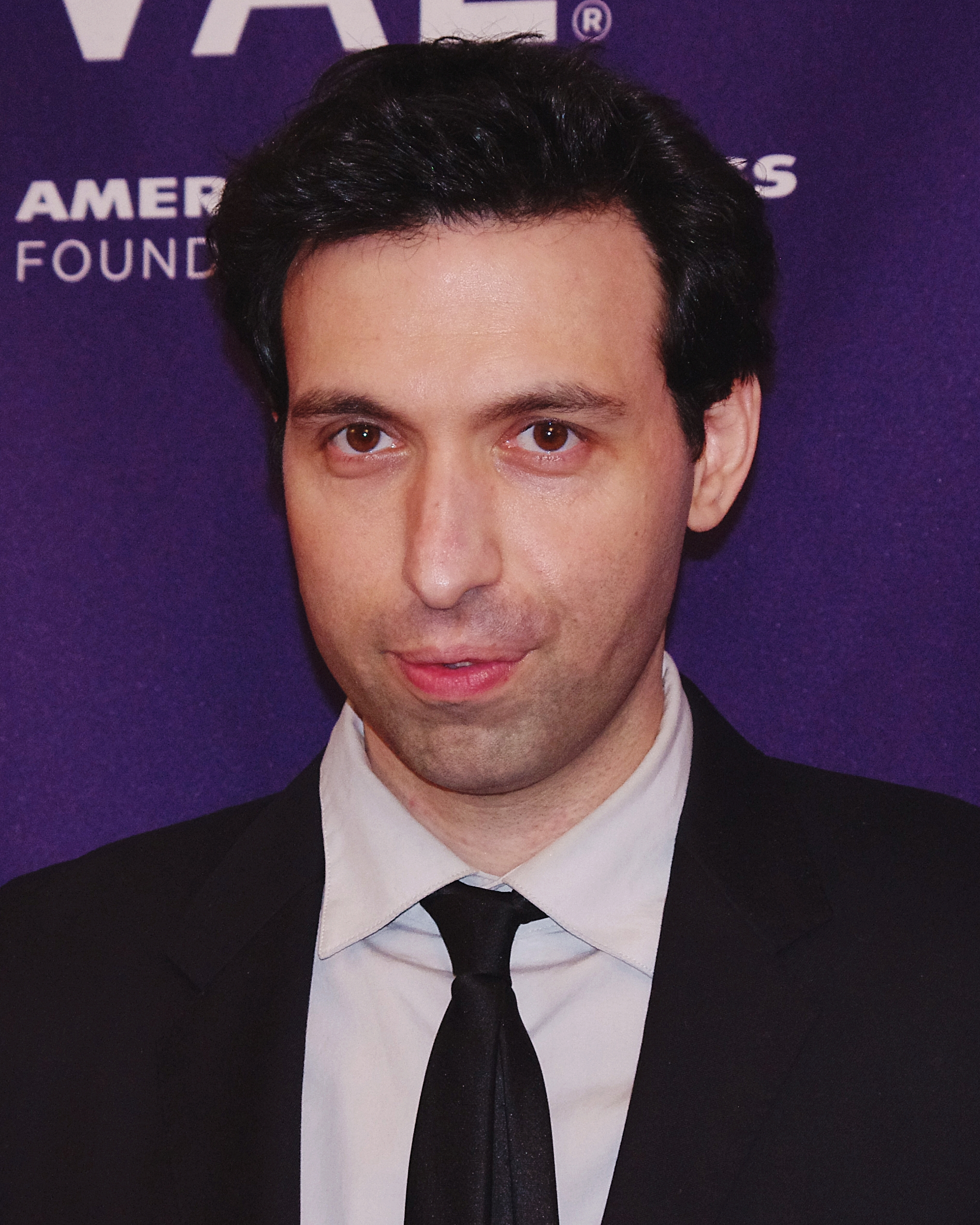
Alex Karpovsky interpreta Craig
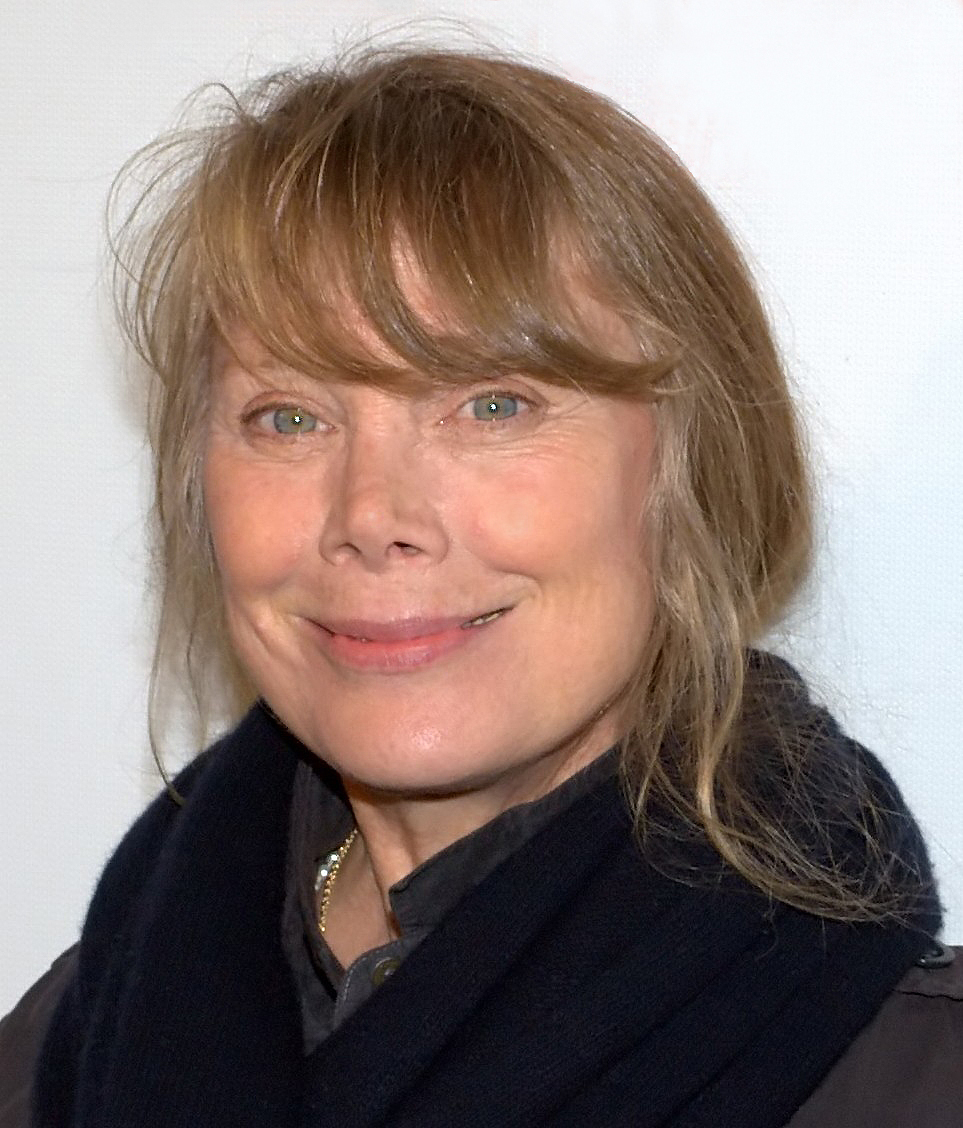
Sissy Spacek interpreta Ellen Bergman
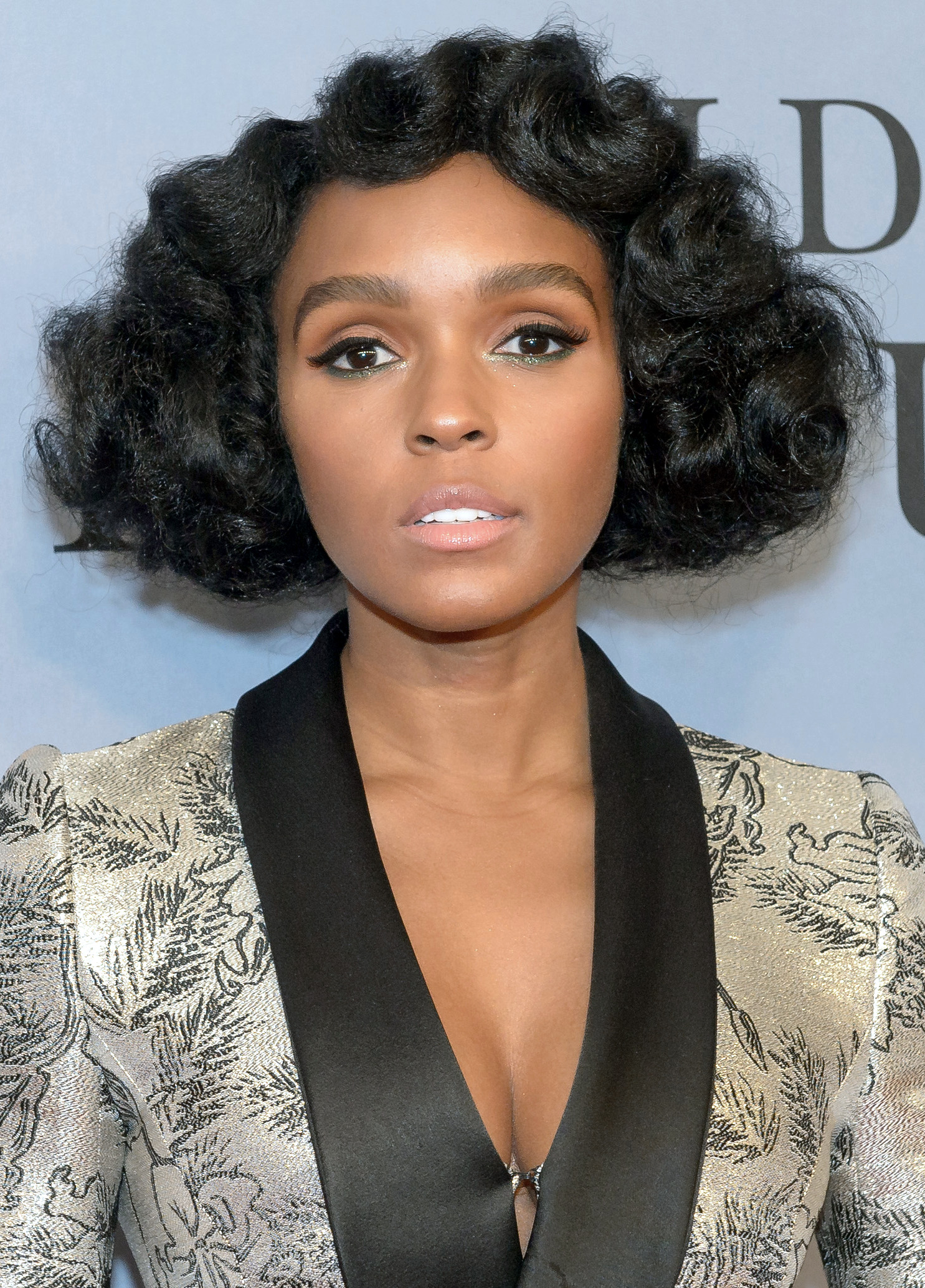
Janelle Monáe interpreta Jacqueline Calico/Alex Eastern
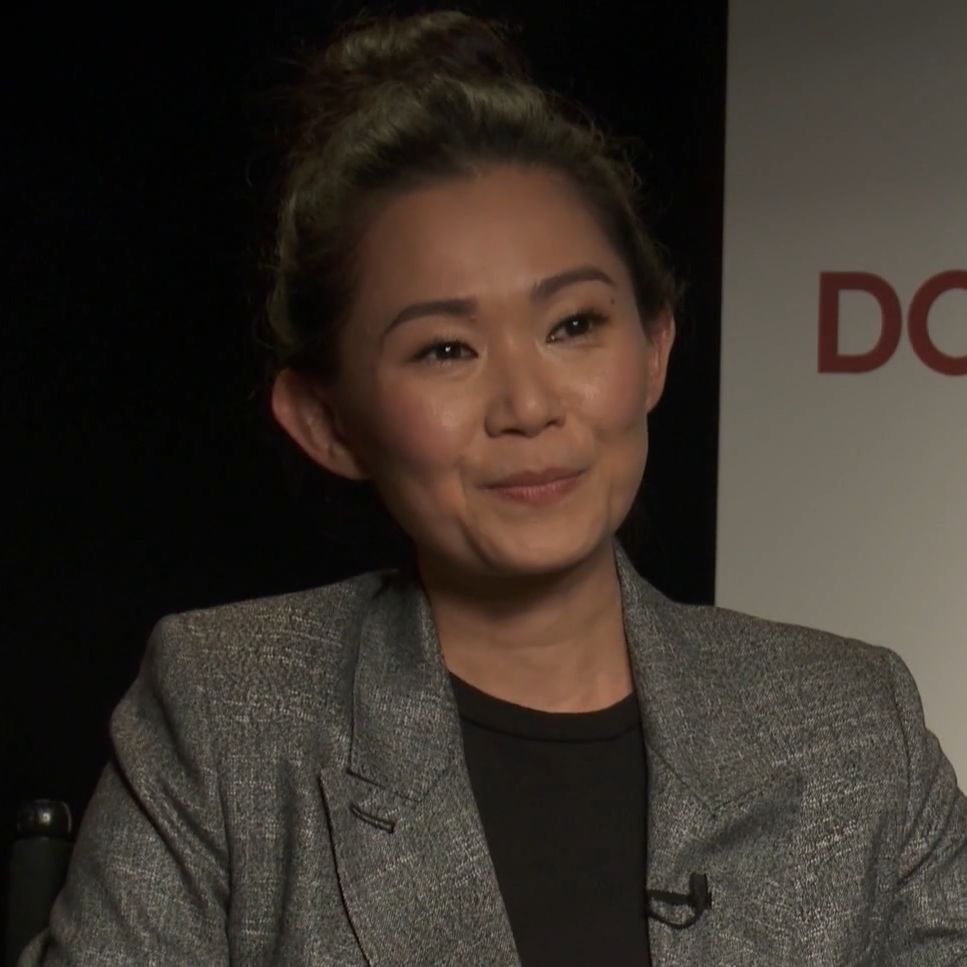
Hong Chau interpreta Audrey Temple
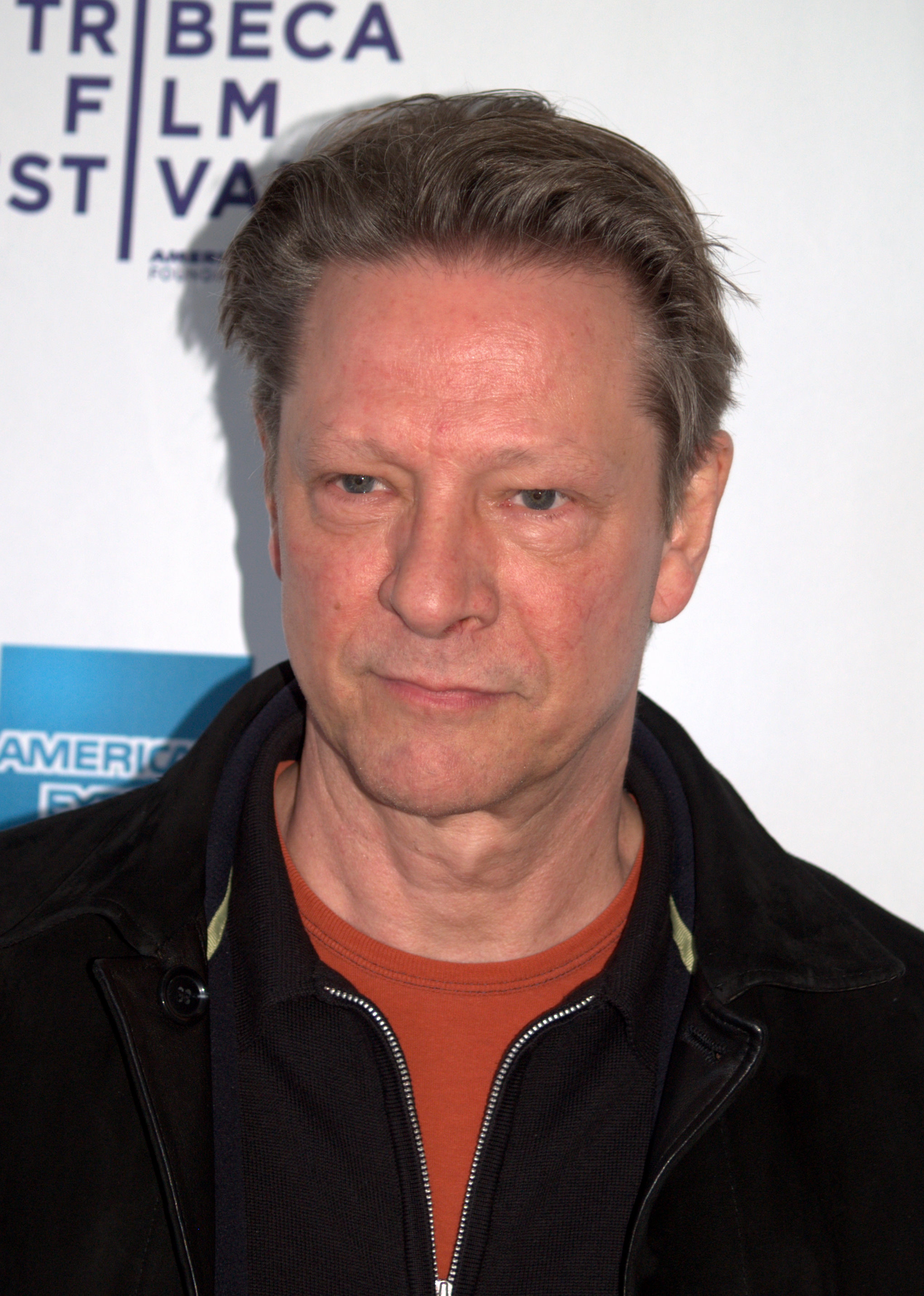
Chris Cooper interpreta Leonard Geist
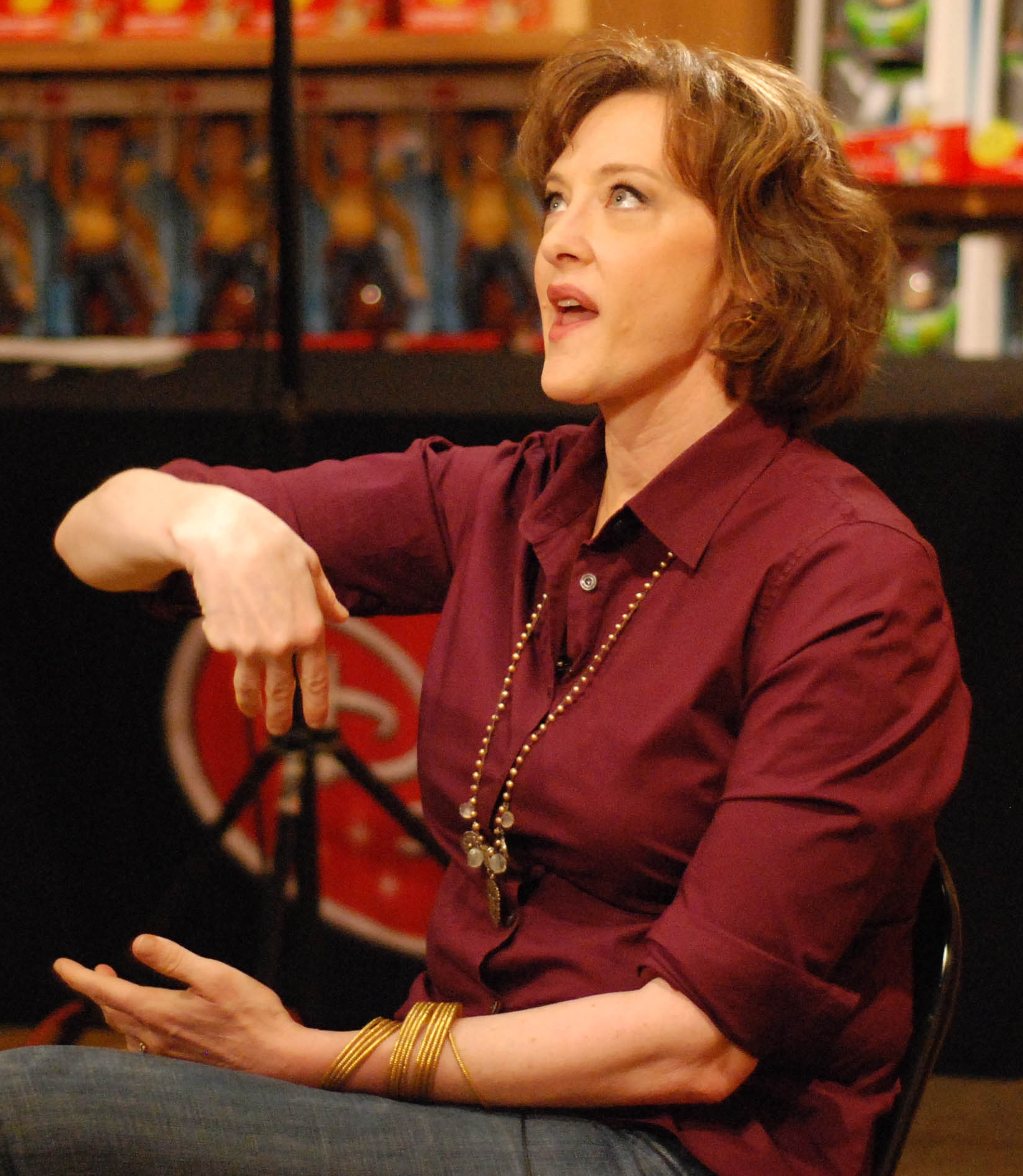
Joan Cusack interpreta Francine Bunda

### Ricorrenti
- Reina, interpretata da Ayden Mayeri
- Abe, interpretato da Bill Stevenson
- Javen, interpretato da Sam Marra
- Gloria Cruz, interpretata da Marianne Jean-Baptiste
- Shrier, interpretato da Jeremy Allen White
- Maurice, interpretato da Alden Ray
- Abel, interpretato da Henri Esteve
- Dara, interpretata da Frankie Shaw
- Mrs. Trotter, interpretata da Gwen Van Dam
- Pam, interpretata da Brooke Bloom
- Lydia Belfast, interpretata da Sydney Tamiia Poitier
- Audrey Temple, interpretata da Hong Chau
- Anthony, interpretato da Dermot Mulroney
- Engel, interpretato da Marcus Henderson
- Cory, interpretato da Jason Rogel
- Rainey, interpretato da Rafi Gavron
- AJ, interpretato da Jacob Pitts
- New Guy, interpretato da Lewie Bartone
- Mr. Heidl, interpretato da Kristof Konrad

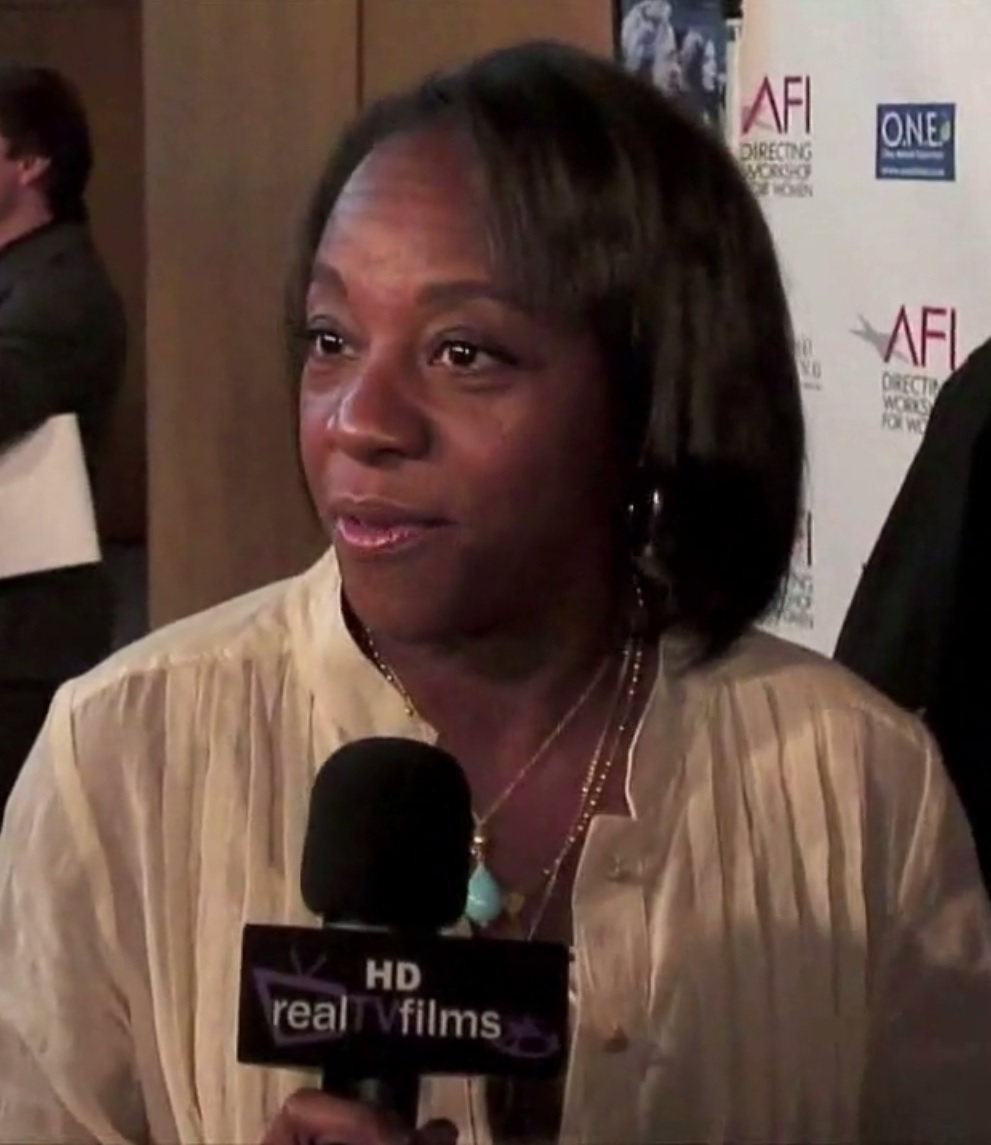
Marianne Jean-Baptiste interpreta Gloria Cruz
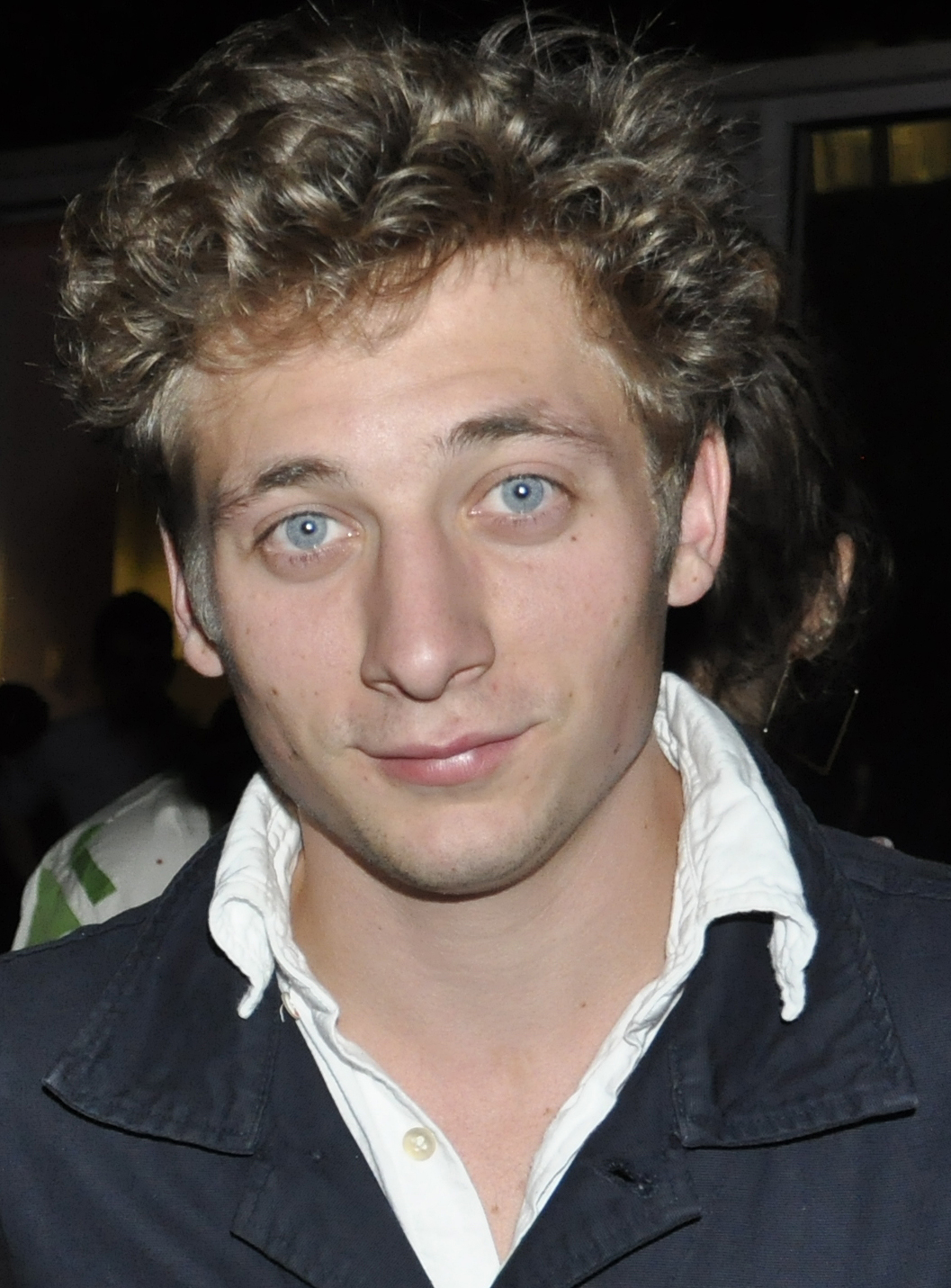
Jeremy Allen White interpreta Shrier
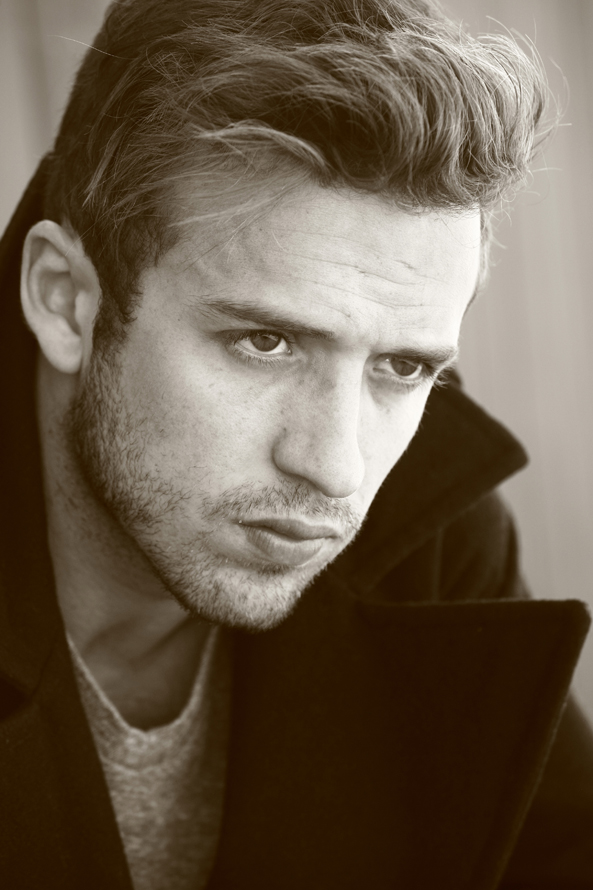
Henri Esteve interpreta Abel
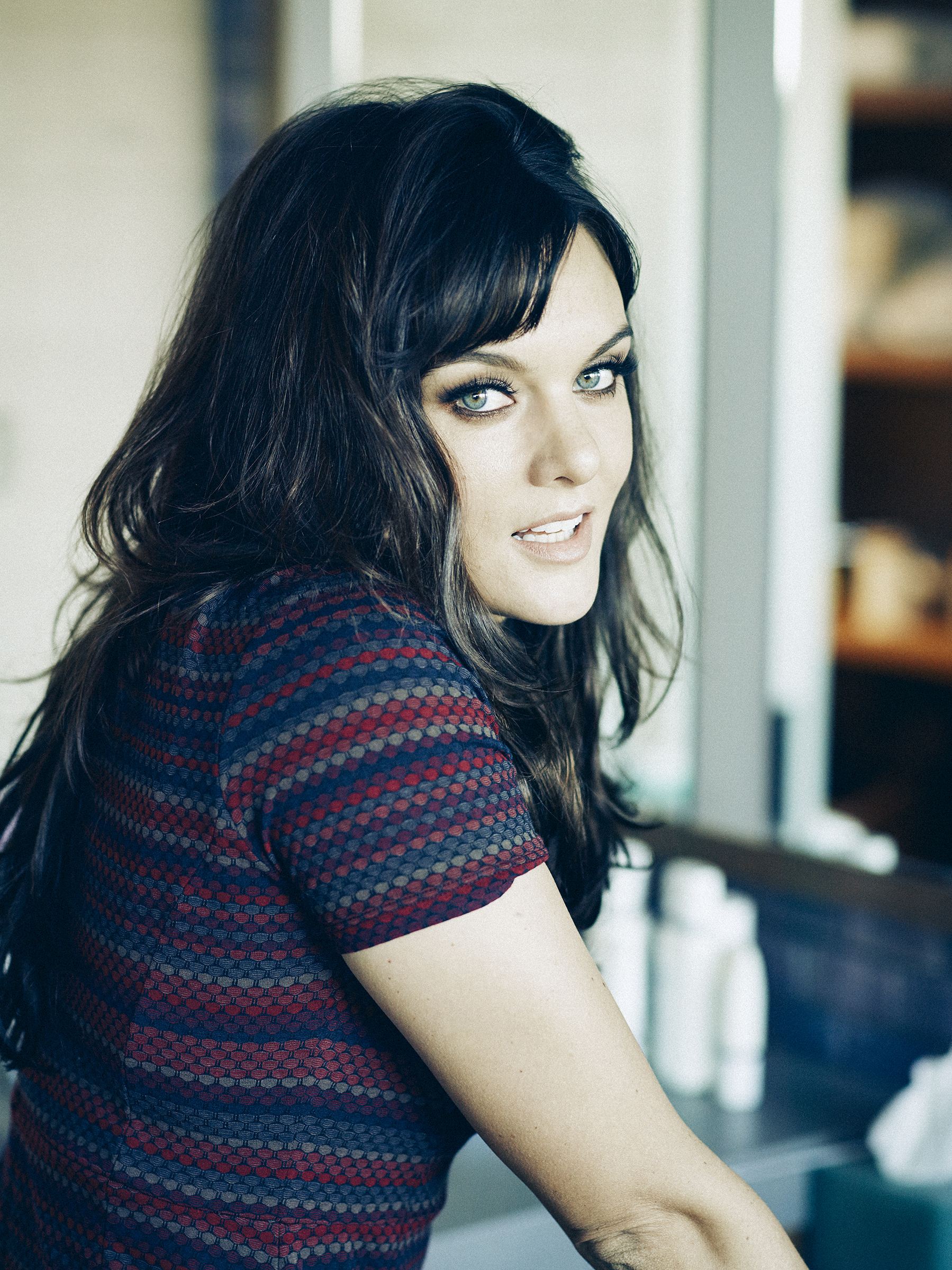
Frankie Shaw interpreta Dara
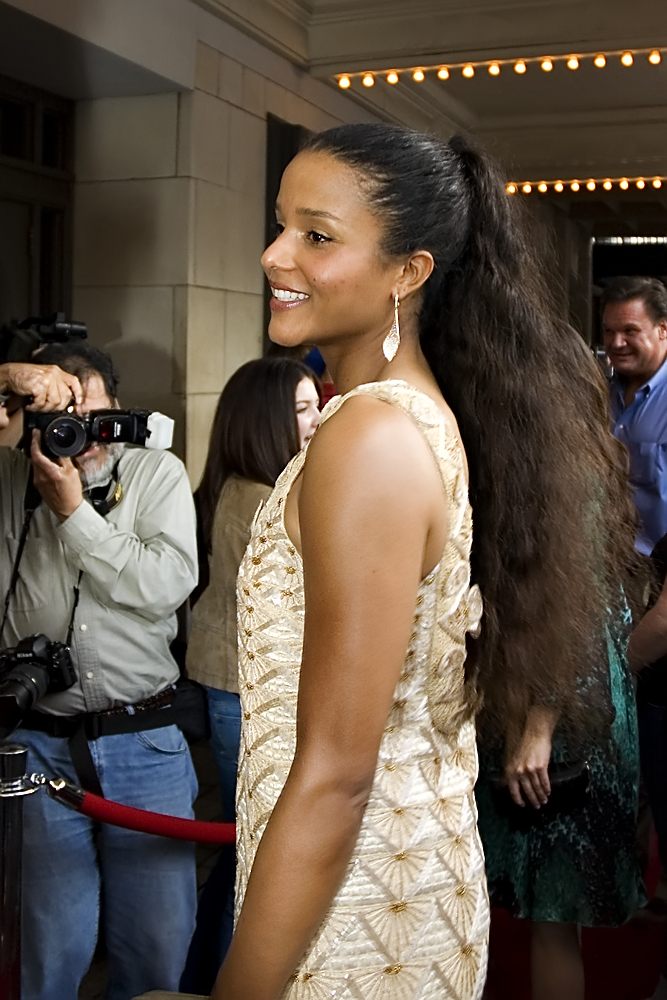
Sydney Tamiia Poitier interpreta Lydia Belfast
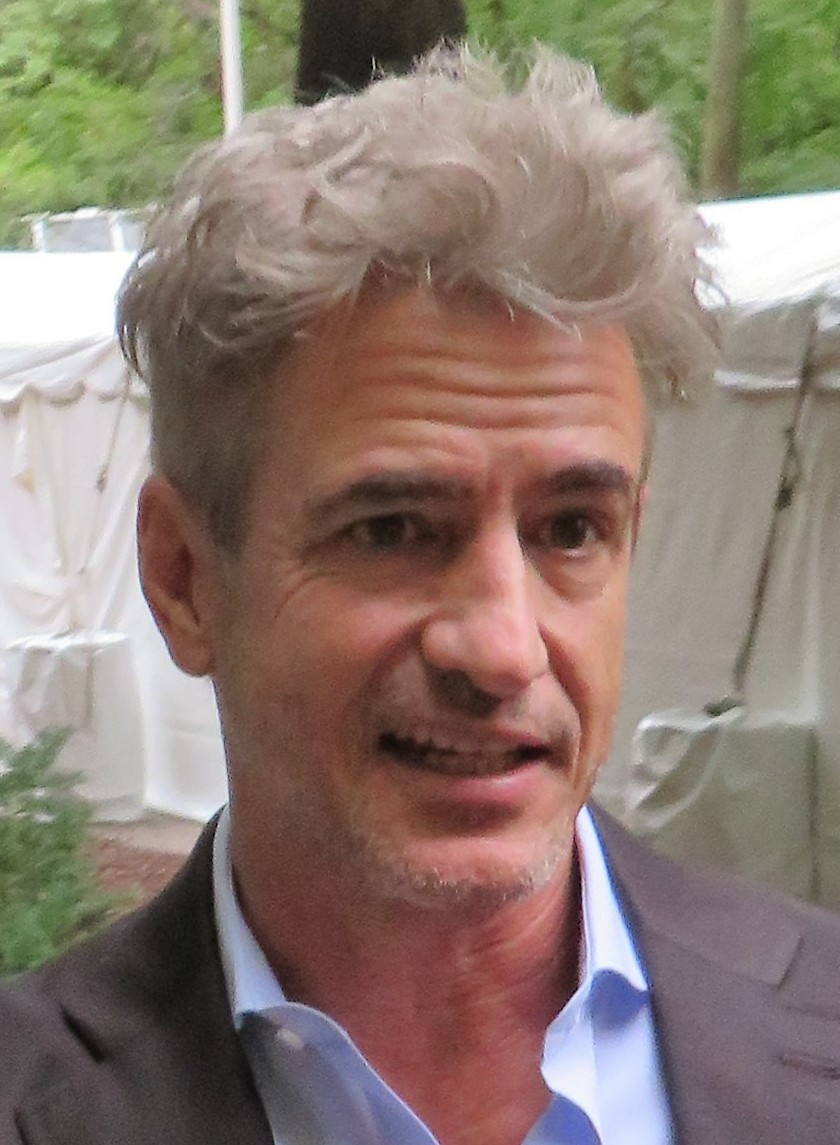
Dermot Mulroney interpreta Anthony
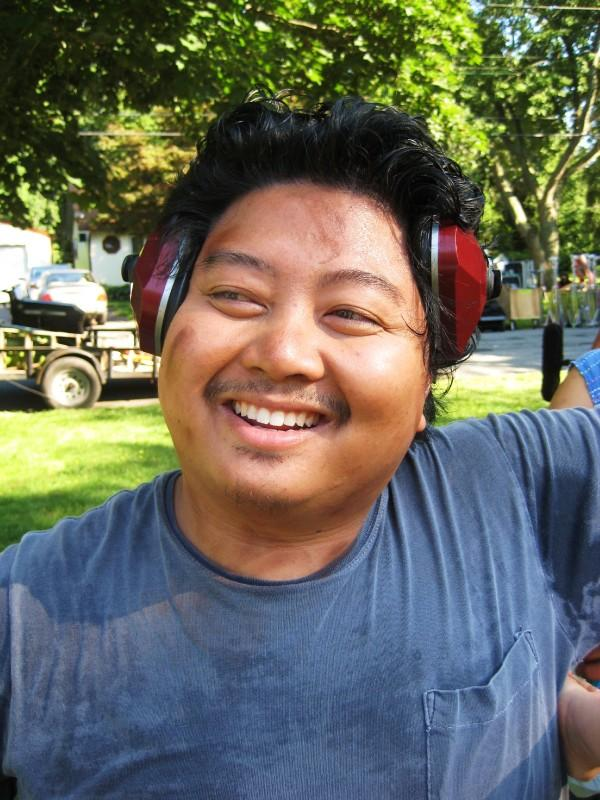
Jason Rogel interpreta Cory
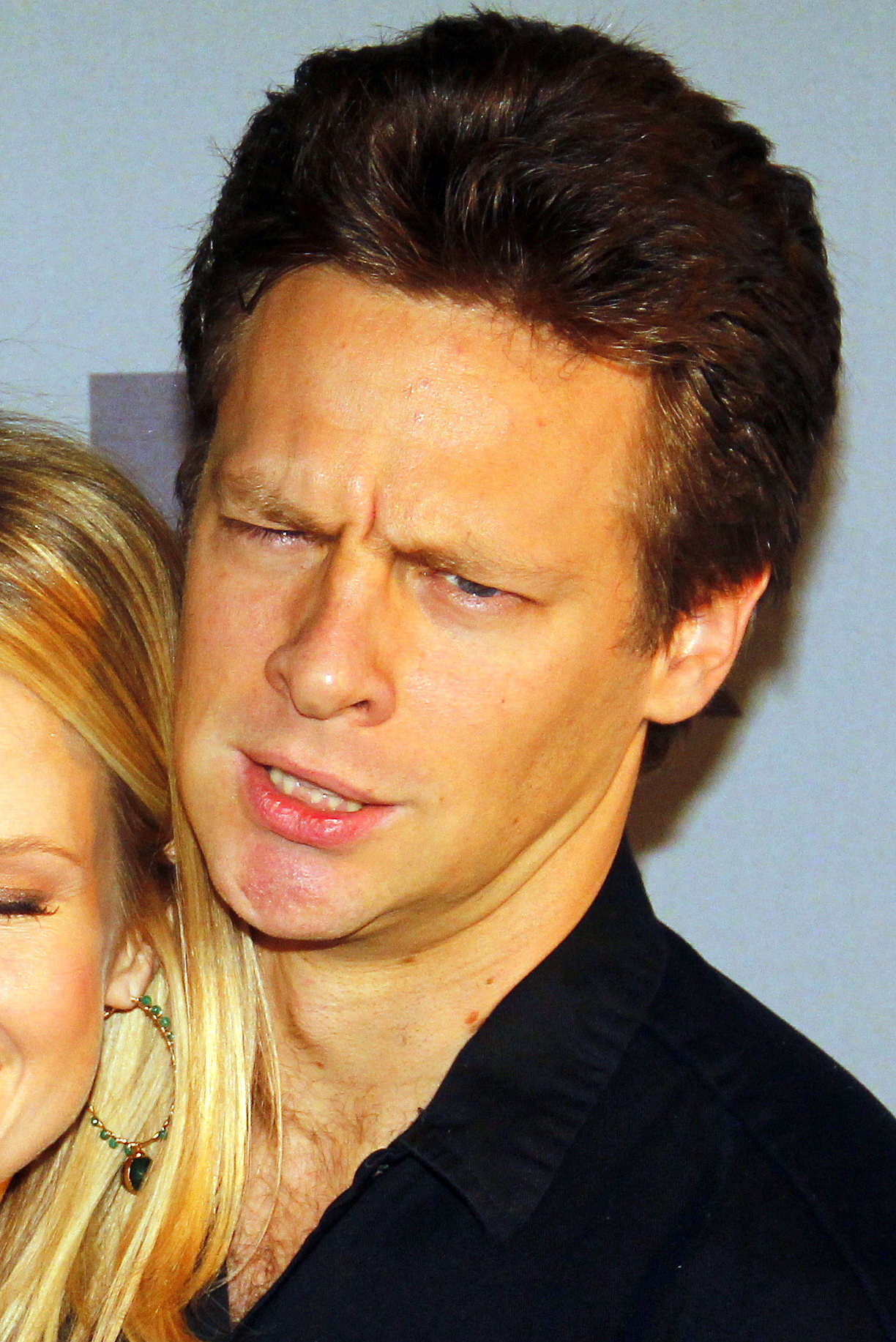
Jacob Pitts interpreta AJ
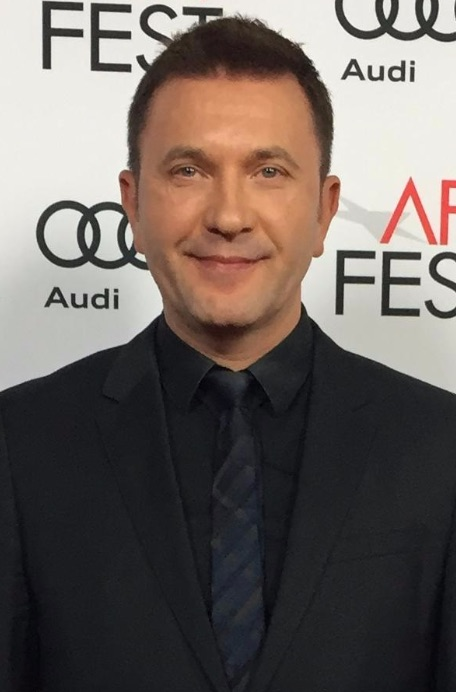
Kristof Konrad interpreta Mr. Heidl

### Guest
- Ron, interpretato da Fran Kranz
- Kate, interpretata da Caitlin Leahy
- Evita, interpretata da Michael Hyatt
- Ramon, interpretato da Philip Anthony-Rodriguez

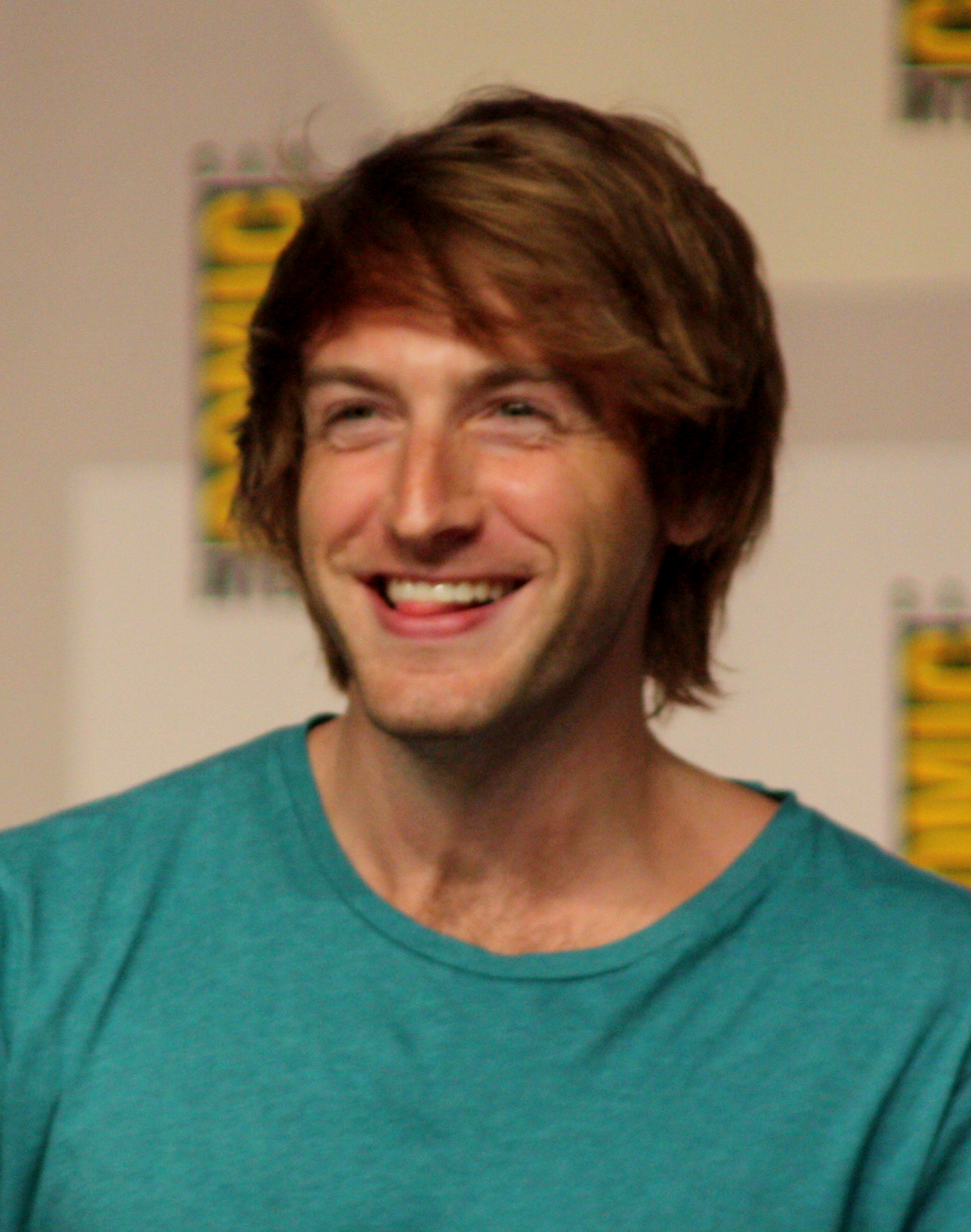
Fran Kranz interpreta Ron

## Produzione

### Sviluppo
Il 16 dicembre 2016, è stato annunciato che Universal Cable Productions aveva acquisito i diritti per il podcast di Gimlet Media Homecoming per il produttore Sam Esmail da sviluppare come serie televisiva.
Il 19 luglio 2017, è stato annunciato che Amazon Video aveva dato alla produzione un ordine di serie diretta di due stagioni. È stato anche riferito che Horowitz e Bloomberg avrebbero scritto la serie e che Esmail l'avrebbe diretta.

### Casting
Il 5 giugno 2017 è stato annunciato che Julia Roberts era in trattativa per la protagonista femminile della serie. L'8 novembre 2017, venne annunciato che Stephan James era stato scelto come protagonista maschile della serie. Più tardi quel mese, Bobby Cannavale si unì al cast. Il 17 gennaio 2018, è stato riferito che Shea Whigham era stato scelto per recitare nella serie. Nel marzo 2018, è stato annunciato che Alex Karpovsky si era unito al cast principale, che Dermot Mulroney, Hong Chau, Jeremy Allen White, Sydney Tamiia Poitier, Marianne Jean-Baptiste, Brooke Bloom, Ayden Mayeri, Jacob Pitts e Sissy Spacek erano stati scritturati in ruoli ricorrenti e che Fran Kranz, avrebbe recitato in un episodio.
Ad inizio aprile 2020, la serie televisiva tramite pagina Instagram, ha comunicato i nuovi attori che si sono uniti al cast e ha confermato che Julia Roberts ha preso parte al progetto per la seconda stagione, non più come attrice bensì soltanto come produttrice esecutiva con la sua casa di produzione Red Om Films. La protagonista della seconda parte è la cantante ed attrice Janelle Monáe e assieme a lei si sono uniti l'attore premio Oscar Chris Cooper e l'attrice vincitrice di un Emmy, Joan Cusack.

### Riprese
Le riprese erano programmate per iniziare a Los Angeles nell'aprile 2018. Alla fine sono iniziate a febbraio 2018 negli edifici della Universal Studios a Los Angeles, dove la produzione è diventata il primo progetto a girare negli impianti di produzione di nuova costruzione della Universal.

## Promozione
Il 29 giugno 2018 sono state pubblicate una serie di immagini che anticipavano la serie. Il 20 luglio 2018, venne presentato al San Diego Comic-Con International, il primo teaser trailer, venendo seguito da un poster promozionale. L'8 settembre 2018 è stato rilasciato il secondo teaser. Il 13 settembre 2018 è stato rilasciato il primo trailer ufficiale, seguito il 22 ottobre 2018, dal secondo trailer.

## Distribuzione

### Anteprima
Il 7 settembre 2018, la serie ha avuto la sua prima mondiale durante il Toronto International Film Festival del 2018, in Canada, dove vennero presentati i primi 4 episodi della serie. Il 25 ottobre 2018, venne presentata al Regency Bruin Theatre di Westwood a Los Angeles, sempre con i primi 4 episodi.

## Accoglienza
La serie è stata ben accolta dalla critica. Sull'aggregatore di recensioni Rotten Tomatoes ha un indice di gradimento del 98% con un voto medio di 8,3 su 10, basato su 100 recensioni. Il commento consensuale del sito recita: "Un impressionante debutto per Julia Roberts sul piccolo schermo, Homecoming equilibra il suo mistero inquietante con una sensibilità frenetica che afferra e non lascia andare". Su Metacritic, invece ha un punteggio di 75 su 100, basato su 56 recensioni, che indica "recensioni generalmente favorevoli".
Richard Roeper del Chicago Sun-Times ha lodato la serie, scrivendo: "Ogni episodio di Homecoming è di circa mezz'ora, senza lasciare spazio a sequenze segnaposto o sottotrame inutilmente distrattive. Ogni scena, ogni personaggio, ogni sviluppo è una componente chiave di un puzzle che ci vuole un bel po' di tempo per svilupparsi in qualcosa che possiamo veramente vedere per quello che è".
James Ponlewozik del New York Times, scrive: "Visivamente e tematicamente, suona come una distillazione snella e concentrata delle altre serie di Esmail. Ha il tono freddo, la paranoia, le apparenze visive, le rivelazioni che piegano la mente. Ma questi effetti si concentrano su un'unica storia intricata, articolata in 10 episodi rapidi e magnetici. In questo caso, meno è molto di più", mentre secondo Hank Stuever del Washington Post: "La serie è basata su una serie fittizia di podcast creata da Eli Horowitz e Micah Bloomberg, che hanno aiutato Esmail a rimodellare la loro narrativa basata sull'audio (un collage di tese conversazioni telefoniche e altri frammenti di prove registrate) in una storia formidabile di inganno e memoria".
Allison Keen di Collider, in una recensioni mista, scrive: "Sebbene gli episodi durino solo mezz'ora ciascuno, Homecoming si muove a un ritmo glaciale. Trova il suo groove circa quattro episodi, e poi lo perde di nuovo".